# Bataille de Giwa
Insurrection de Boko Haram
La bataille de Giwa se déroule pendant l'insurrection de Boko Haram. Le 14 mars 2014, les djihadistes de Boko Haram attaquent la caserne de Giwa. Cette bataille est suivie par une violente répression de l'armée nigériane qui massacre plusieurs centaines de prisonniers.

## Déroulement

### Attaque de la caserne de Giwa
La caserne de Giwa, située à Maiduguri, sert de prison lors de la guerre entre l'état nigérian et Boko Haram. Selon un rapport d'Amnesty International publié en octobre 2013, plusieurs centaines de prisonniers y sont morts au moins dans les six premiers mois de l'année 2013. Certains exécutés par balles et par étouffements, d'autres ayant succombé à leurs blessures après avoir été torturés, d'autres encore sont morts de faim,,.
Le 14 mars, vers 7 heures du matin, les djihadistes attaquent un quartier résidentiel de Fauri, à Maiduguri et détruisent plusieurs maisons. Ils attaquent ensuite la caserne en lançant des explosifs dans l'enceinte, ils parviennent à pénétrer à l'intérieur où ils incendient plusieurs bâtiments et délivrent des dizaines de prisonniers,.
Lors des combats des habitants capturent et brûlent vifs sept hommes de Boko Haram, plusieurs autres sont livrés à l'armée.
D'après Xinhua, le combat a fait au moins cinq morts du côté des militaires, dont une femme. D'après des médias nigérians, la Force opérationnelle civile conjointe a dénombré au moins 207 cadavres de membres présumés de Boko Haram.
Par la suite, l'armée nigériane confirme que 207 combattants djihadistes ont été tués lors du combat, cependant elle refuse de donner un bilan pour ses propres troupes.
Le 24 mars, l'attaque de la caserne de Giwa est revendiquée par Abubakar Shekau, le chef de Boko Haram. Ce dernier déclare dans une vidéo que 2 000 prisonniers ont été délivrés par ses hommes lors du combat.

### Répression de l'armée nigériane
Selon une enquête publiée le 31 mars 2014 par Amnesty International, les forces armées nigérianes commettent plusieurs massacres dans différents quartiers de Maiduguri lorsqu'elles reprennent le contrôle de la situation.
Selon un témoin, 56 détenus évadés de la caserne de Giwa sont repris par les militaires et fusillés près de l’université de Maiduguri : 

« Les anciens détenus se trouvaient dans une salle de classe. Ils se sont mis à crier « nous n’appartenons pas à Boko Haram. Nous sommes des détenus ! » Mes voisins et moi-même avons vu les soldats emmener ces hommes dans une zone appelée « no man’s land », derrière l’université de Maiduguri. Nous étions là quand les soldats ont ouvert le feu, tuant les 56 détenus évadés. Ils ont été tués devant nous. Absolument tous. »

D'autres témoignages évoquent un massacre à Jiddari Polo, à Maiduguri. Environ 200 détenus évadés sont repris par des membres de la force d'intervention conjointe civile et remis aux soldats qui les exécutent. Un des témoins déclare : 

« J'ai vu les soldats demander à ces gens de s'allonger par terre. Les soldats et la force d’intervention conjointe civile ont eu un petit désaccord. Les soldats ont passé plusieurs coups de téléphone puis, quelques minutes plus tard, ils ont commencé à faire feu sur les personnes se trouvant au sol. J'ai compté que 198 personnes avaient été tuées à ce poste de contrôle. »

Selon Amnesty International, la répression fait plus de 600 morts, « pour la plupart des détenus non armés ayant été recapturés ».
Amnesty International met également en cause le général Ahmadu Mohammed, ce dernier est démis de ses fonctions en 2015, mais est ensuite réintégré en janvier 2016.

## Vidéographie
- [vidéo] Rare video shows Boko Haram attack - BBC News.
- [vidéo] Saharatv : EXCLUSIVE VIDEO: Nigerian Army Re-Takes Giwa Barracks Boko Haram had invaded in Maiduguri.. Vidéo réalisée par un témoin après le combat.